# 尚佩
尚佩（法語：Champeix，法語發音：[ʃɑ̃pɛ]）是法国多姆山省的一个市镇，位于该省南部，属于伊苏瓦尔区。

## 地理
尚佩（45°35'19"N, 3°7'44"E）面积12.12 平方千米，位于法国奥弗涅-罗讷-阿尔卑斯大区多姆山省，该省份为法国中南部省份，北起阿列省接壤，东临卢瓦尔省，南至上盧瓦爾省和康塔爾省，西接科雷兹省和克勒兹省。
与尚佩接壤的市镇（或旧市镇、城区）包括：普洛扎、克莱芒萨、吕代斯、蒙泰居勒布朗、内斯谢尔、圣樊尚。

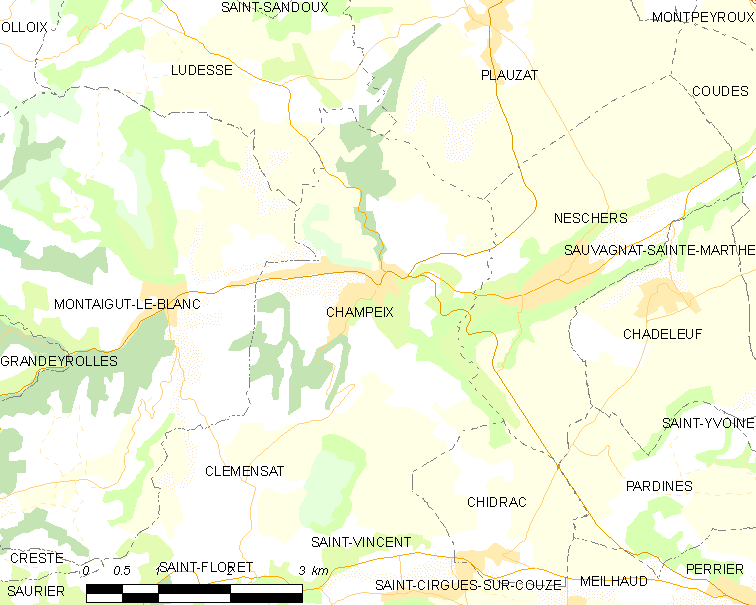
尚佩的OSM定位图

尚佩的时区为UTC+01:00、UTC+02:00（夏令时）。

## 行政
尚佩的邮政编码为63320，INSEE市镇编码为63080。

## 政治
尚佩所属的省级选区为勒桑西县。

## 人口

1962-2008年间尚佩人口变化图示

尚佩于2022年1月1日时的人口数量为1416人。